# Klammalm (Oberaudorf)
Die Klammalm ist eine Alm im Ortsteil Niederaudorf der Gemeinde Oberaudorf.
Der Stadel der Klammalm steht unter Denkmalschutz und ist unter der Nummer D-1-87-157-105 in die Bayerische Denkmalliste eingetragen.

## Baubeschreibung
Beim Stadel der Klammalm handelt es sich um einen überkämmten Blockbau auf einem Steinsockel, der im 17. oder 18. Jahrhundert errichtet wurde.

## Heutige Nutzung
Die Alm wird nicht mehr landwirtschaftlich genutzt und ist nicht bewirtet.

## Lage
Die Klammalm liegt im Mangfallgebirge nordwestlich des Bichler Sees auf einer Höhe von 1140 m ü. NN.